# Kickxia floribunda
Kickxia floribunda är en grobladsväxtart som först beskrevs av Pierre Edmond Boissier, och fick sitt nu gällande namn av V. Täckh. och Loutfy Boulos. Kickxia floribunda ingår i släktet spjutsporrar, och familjen grobladsväxter. Inga underarter finns listade i Catalogue of Life.

## Bildgalleri

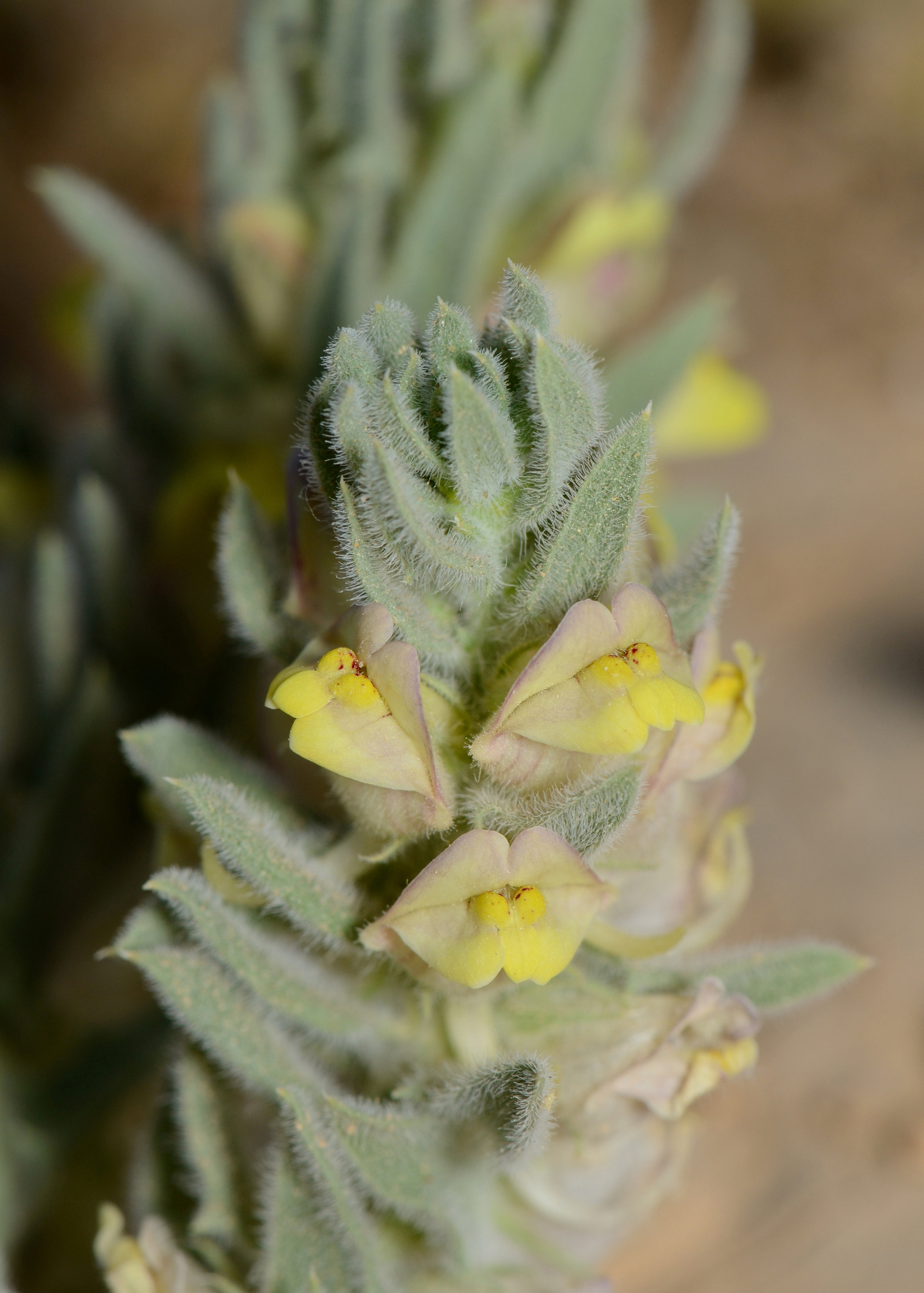
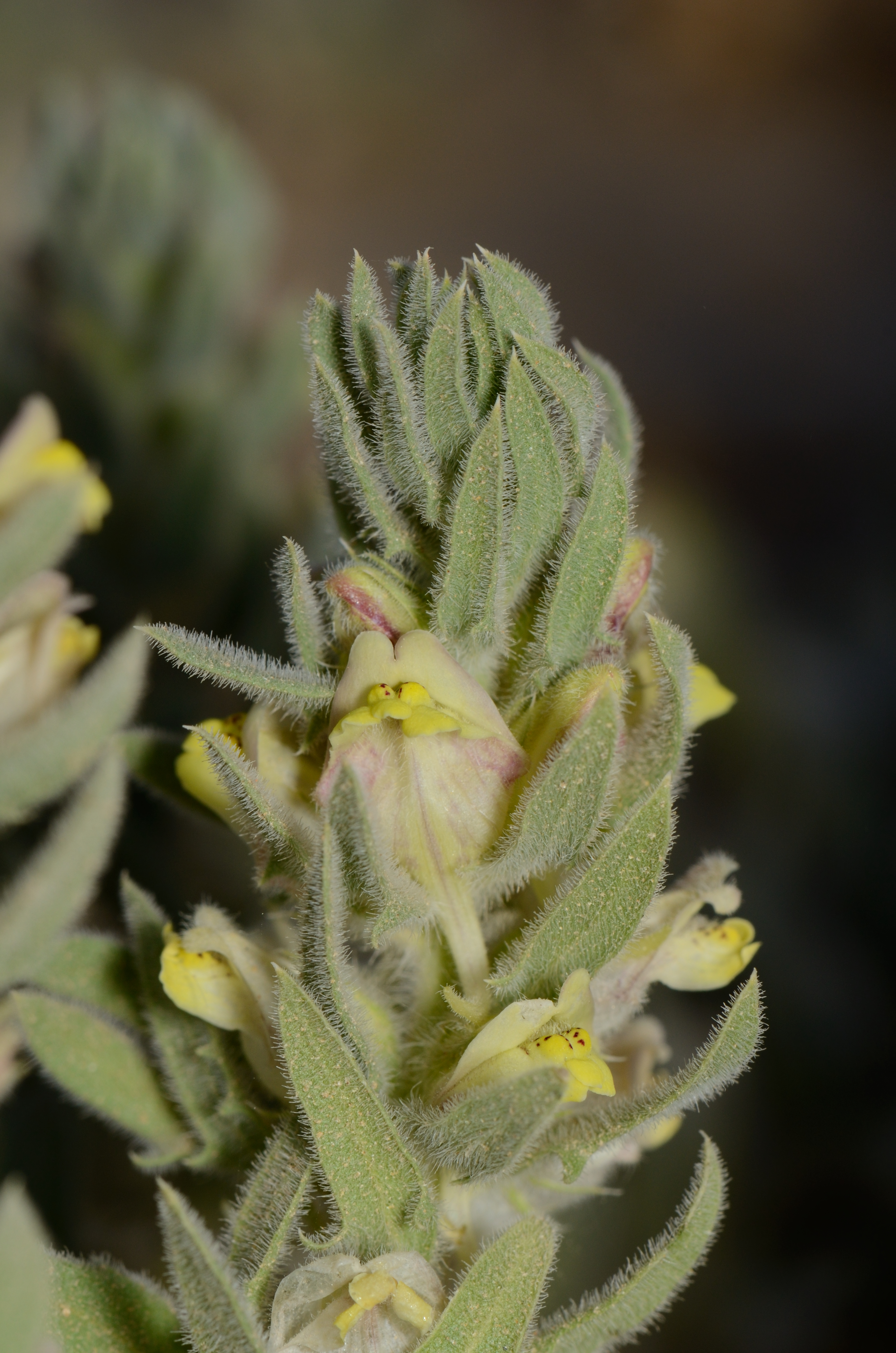